# Vlnovec (technika)

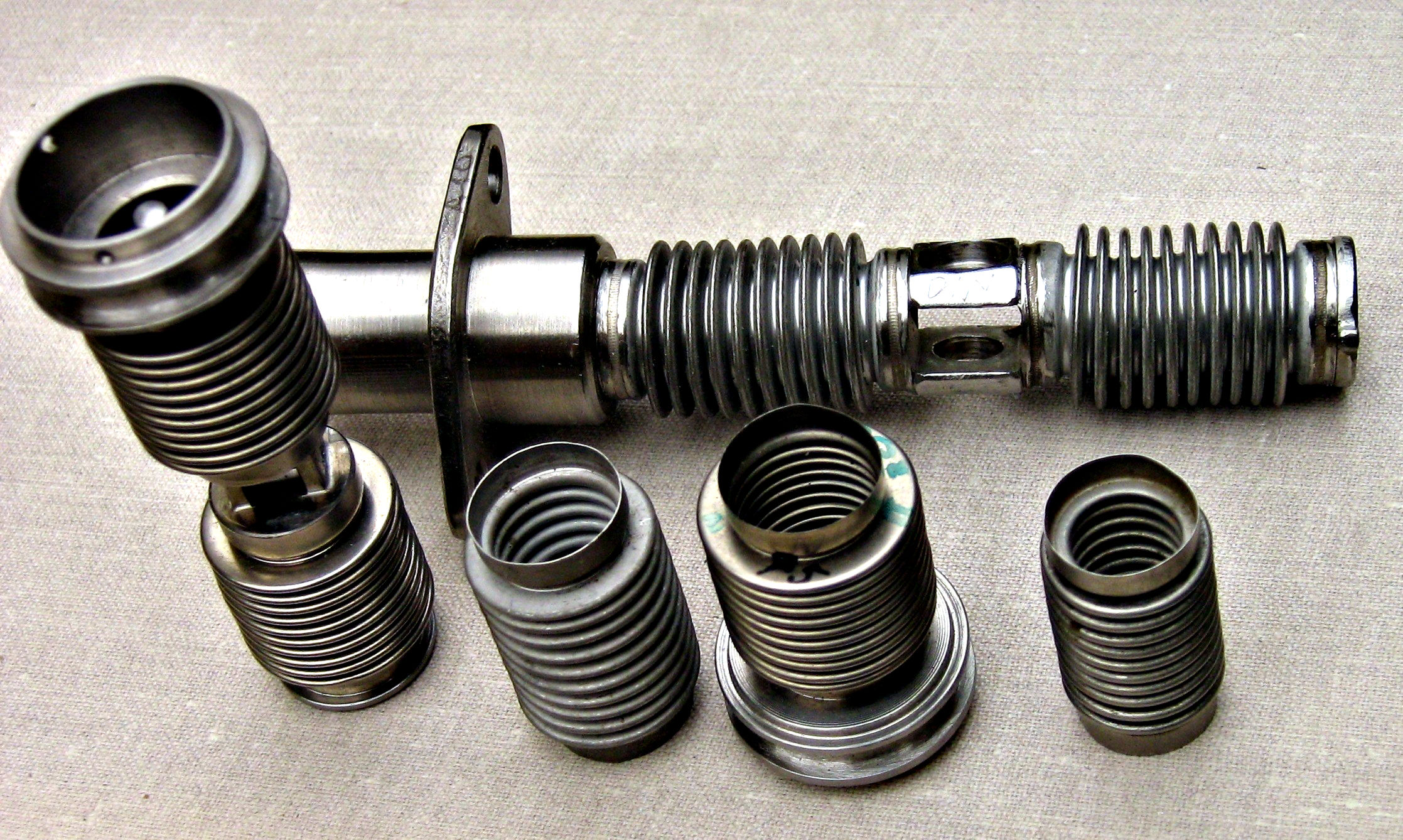
Kovové vlnovce

Vlnovec je ve vakuové technice tenkostěnná kovová trubka, jejíž stěny jsou příčně zvlněné, takže se trubka může ohýbat, stlačovat i natahovat. Slouží jednak k pružnému spojení různých částí vakuových zařízení, jednak k přenosu pohybu do vakuového prostoru.
Vybábí se v různých průměrech, přibližně od 20 do 150 mm, nejčastěji z mosazi, tombaku nebo i nerezu. Na oba konce vlnovce se napájí nebo navaří příruby s vakuovým těsněním, které se spojí s oběma částmi zařízení. Když se prostor ve vlnovci vyčerpá, bude na něj zvenčí ve směru jeho osy působit mechanická síla 1 atmosféry na centimetr čtvereční jeho průřezu a konstrukce zařízení s tím musí počítat.